# Des vertus et des vices
Des vertus et des vices (en grec ancien : Περὶ Ἀρετῶν καὶ Κακιῶν) est une œuvre philosophique attribuée à Aristote avec incertitude.

## Présentation générale
Le Des vertus et des vices est un traité de philosophie morale. Il est attribué à Aristote, bien que cela soit débattu parmi les spécialistes. Certains soutiennent que le traité est trop différent, dans les concepts qu'il met en avant, des précédents traités moraux de l'auteur, et qu'il serait donc apocryphe. Le texte montre qu'il aurait pu être écrit à la fin de l'ère hellénistique, ou au début de l'ère impériale. Arthur Schopenhauer, dans son Essai sur la liberté de la volonté, tient l'ouvrage pour authentique.
Le traité est parfois considéré comme une bonne porte d'entrée vers la philosophie morale aristotélicienne, car il est court et résume en partie sa pensée.

## Résumé

### Chapitre I: Division générale des vertus et des vices
Aristote soutient pour commencer que « les belles choses sont dignes de louange », mais que « les choses vilaines et honteuses méritent le blâme ». Les vertus sont, parmi les belles choses, les plus éminentes. Les vices sont les choses les plus vilaines. 
Aristote revient sur la tripartition de l'âme que Platon a proposé pour adjoindre à chaque partie de l'âme des vertus et des vices.
|                      | Vertu                                                      | Vice                                                      |
| -------------------- | ---------------------------------------------------------- | --------------------------------------------------------- |
| Partie rationnelle   | Prudence (phronesis)                                       | Déraison                                                  |
| Partie passionnée    | Douceur et courage                                         | Irascibilité et lâcheté                                   |
| Partie concupiscible | Tempérance et modération                                   | Intempérance et débauche                                  |
| Âme entière          | « la justice unie à la générosité et à la grandeur d'âme » | « l'injustice, jointe à l'illibéralité et à la bassesse » |

### Chapitre II: La prudence, la douceur, le courage, ...
La prudence est l'élément nécessaire du bonheur de l'homme. La douceur et le courage permettent de ne pas se laisser entraîner par la colère et de ne pas se laisser émouvoir. La tempérance « nous rend insensibles à la jouissance des plaisirs coupables ».
Aristote définit la justice comme « cette vertu de l'âme, qui nous fait rendre à chacun selon son mérite ». Il définit également la magnanimité, qui est « cette vertu de l'âme qui nous apprend à supporter, comme il convient, la bonne et la mauvaise fortune, les honneurs et les revers ».

### Chapitre III: L'imprudence, l'irascibilité, la lâcheté...
Le Stagirite s'attarde sur les vices. La déraison est la cause des malheurs des hommes. L'irascibilité est le fait pour l'homme de se livrer à sa colère, et est ainsi contraire à la tempérance. La lâcheté, elle, « nous rend accessibles aux terreurs, et surtout à celles qui concernent la mort ».

### Chapitre IV: Des caractères propres et des conséquences de chacune des vertus
La prudence (phronesis) consiste à « discerner le bien et le mal », et ainsi de savoir distinguer, dans le cours de la vie, « ce qu'il faut rechercher et ce qu'il faut fuir ». La mémoire et l'expérience « sont des qualités qui viennent toutes de la prudence ». Le courage permet « de ne pas se livrer facilement à toutes les terreurs qu'inspire la mort », ainsi que « d'être plein d'assurance dans les dangers ».

### Chapitre V: Suite
L'auteur revient notamment sur la tempérance, qui permet à chacun d'être toujours maître de soi, de « dompter par la raison le désir fougueux qui nous pousse aux jouissances et aux plaisirs blâmables, d'endurer et de supporter avec une inflexible constance les privations et les douleurs ». La justice consiste à « distribuer les choses selon les droits de chacun, de maintenir les institutions de son pays, et d'obéir aux usages passés en force de lois, d'observer religieusement les lois écrites, de toujours dire la vérité partout où elle importe, et de remplir scrupuleusement les engagements qu'on a pris ».
La grandeur d'âme, enfin, exige de supporter la bonne et la mauvaise fortune, mais aussi de ne pas se perdre dans le luxe et le faste. Il s'agit donc « d'avoir dans l'âme profondeur et élévation ». 

### Chapitre VI: Des caractères propres et des conséquences des différents vices
La déraison a pour caractère propre de permettre de mal juger les choses, de mal réfléchir, mais aussi de « se faire de fausses idées sur ce qu'il y a de beau et de bien dans la vie ». La déraison a généralement pour compagnes l'inexpérience, l'ignorance, l'absence de mémoire.

### Chapitre VII: Suite
Le philosophe se penche ici sur l'injustice et ses espèces, à savoir l'impiété, l'avidité sans bornes, et l'insolence.

### Chapitre VIII: Caractères généraux et conséquences de la vertu et du vice
Le chapitre VIII conclut le traité. Aristote soutient que « le propre de la vertu, c'est de procurer à l'âme une bonne disposition morale, de lui assurer des mouvements calmes et ordonnés, et par suite, une harmonie parfaite de toutes les parties qui la composent ». A l'image de Platon, Aristote écrit qu'« une âme bien faite semble le véritable modèle d'un État et d'une cité ».